# Black Coffee
Black Coffee é uma peça de teatro de 1930 da romancista policial Agatha Christie. A obra foi uma das primeiras peças de Agatha Christie e envolve duas personagens principais da escritora: Hercule Poirot e Arthur Hastings.
A peça estreou em 8 de dezembro de 1930 no teatro Embassy Theatre (hoje o Central School of Speech and Drama) em Londres.
A peça foi adaptada para o filme homónimo de 1931 (dirigido por Leslie S. Hiscott) e para o formato de romance por Charles Osborne, publicado em 1997.